# Ressaca a Las Vegas, elles també
Ressaca a Las Vegas, elles també (originalment en anglès, Best Night Ever) és una pel·lícula de comèdia de metratge apropiat del 2013 escrita i dirigida per Jason Friedberg i Aaron Seltzer i produïda per Jason Blum, Friedberg i Seltzer. La gravació va tenir lloc a Boston i Las Vegas. S'ha doblat i subtitulat al català.

## Sinopsi
Quatre dones joves viuen una sèrie d'aventures salvatges i estroncades durant un comiat de soltera a Las Vegas.

## Repartiment
- Desiree Hall com a Claire
- Eddie Ritchard com a Zoe
- Samantha Colburn com a Leslie
- Crista Flanagan com a Janet